# Natalus stramineus
Natalus stramineus — є одним з видів кажанів родини Natalidae.

## Поширення
Країни поширення: Ангілья, Антигуа і Барбуда, Домініка, Гваделупа, Мартиніка, Монтсеррат, Сент-Кітс і Невіс. Проживає від рівня моря до середньої висоти. Можна знайти тільки в темних вологих печерах. Зазвичай в найвіддаленіших частинах печери. 

## Загрози та охорона
Загрозами є гірничодобувна промисловість і туризм, урагани, виверження вулканів. 